# Metro w Buenos Aires

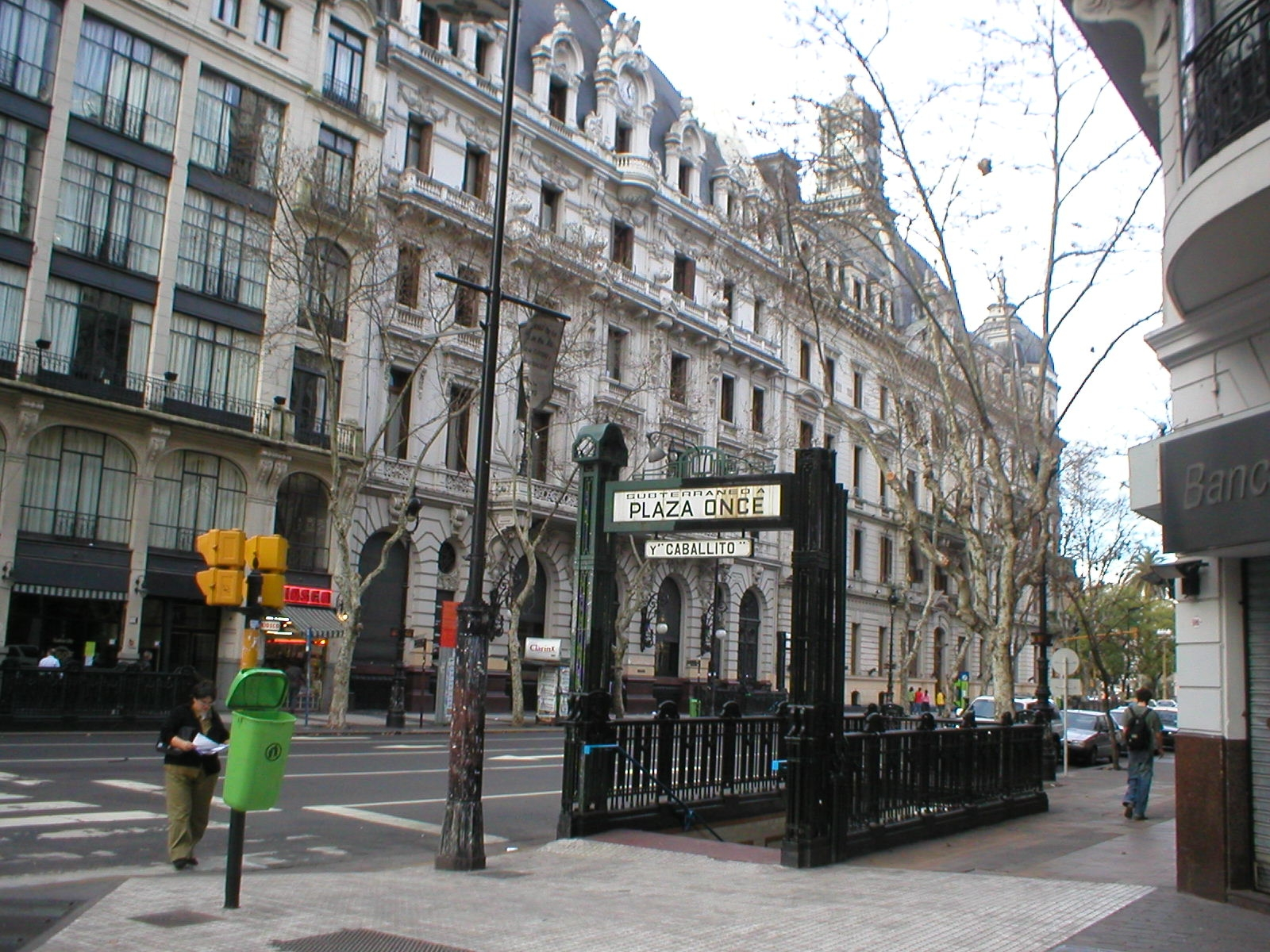
Avenida de Mayo, wejście do stacji Perú (linia „A”)

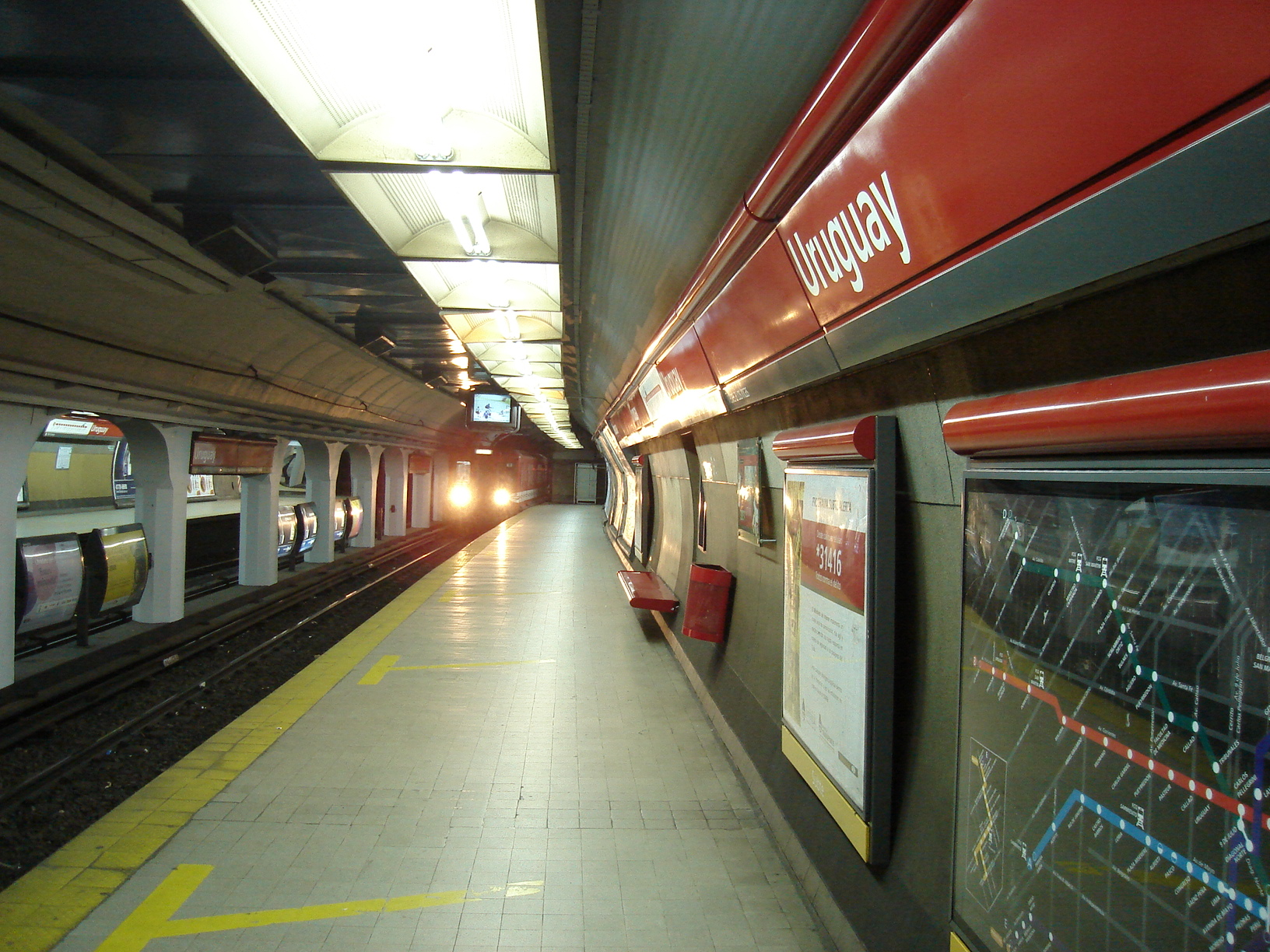
Stacja Uruguay na linii „B”, wyjątkowej ze względu na dolne zasilanie; w oddali EZT tokijskiej linii Marunouchi

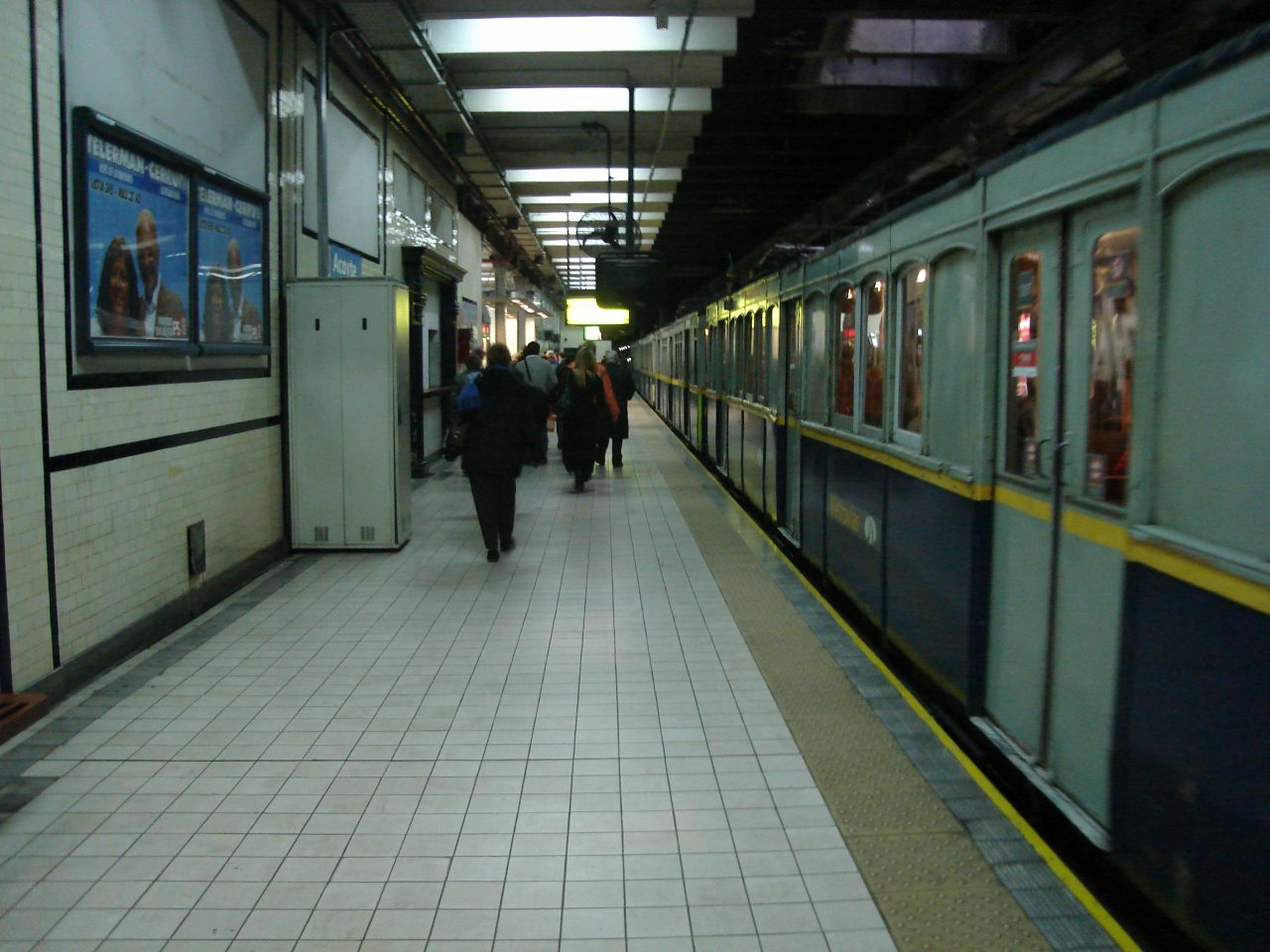
Pociąg linii „A” na stacji Acoyte

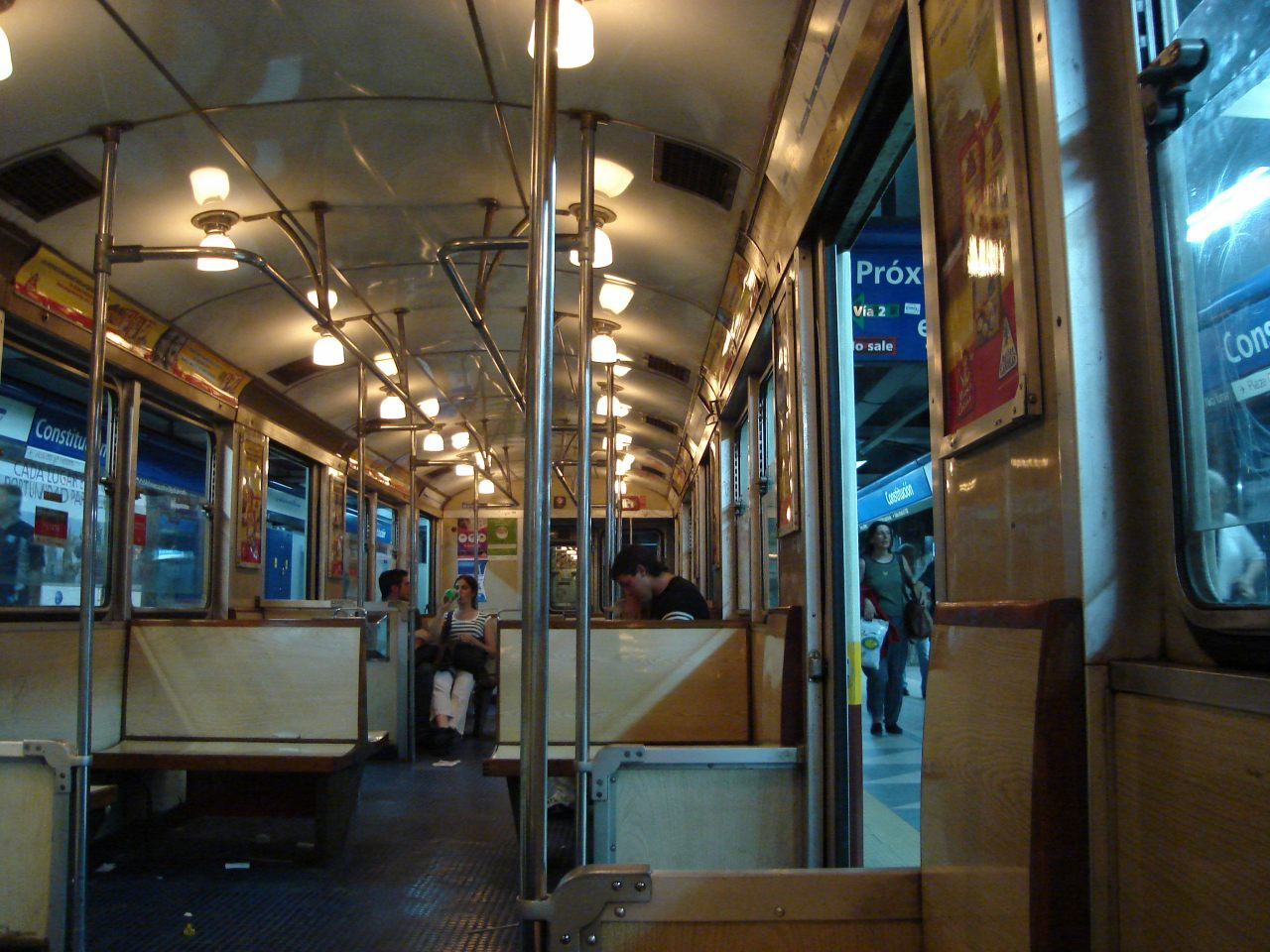
Wnętrze wagonu Siemensa linii „C”

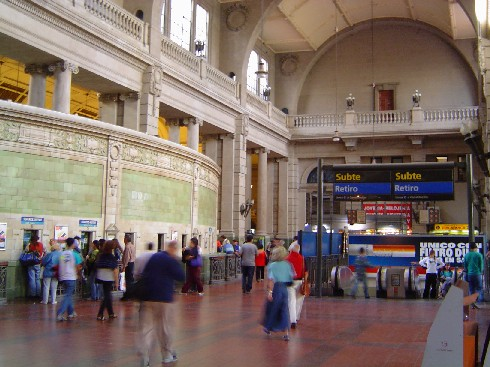
Wejście do stacji metra w hallu dworca Retiro Mitre

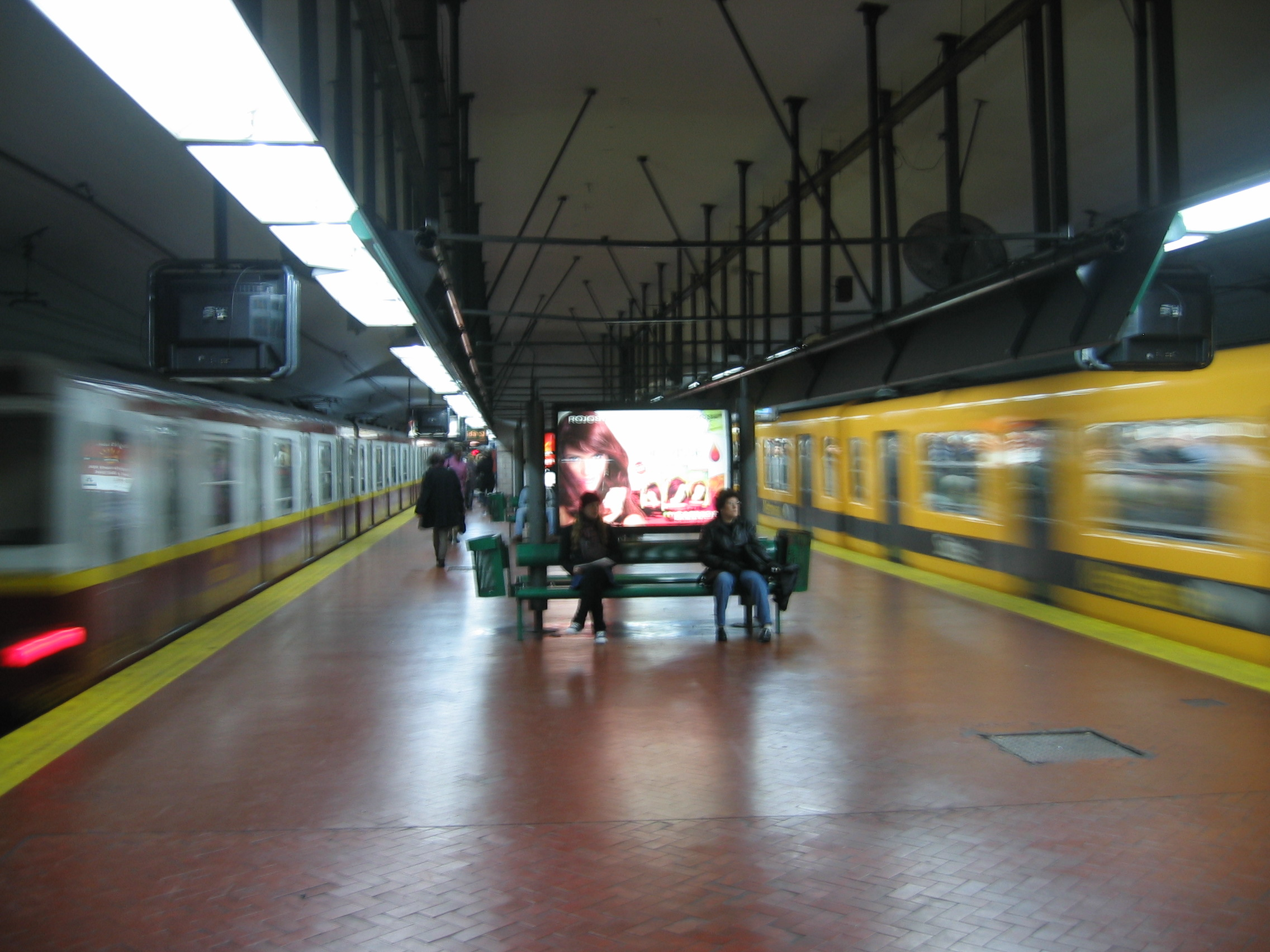
Stacja Pueyrredón na linii „D”; po lewej EZT firmy „Materfer”, po prawej EZT z metra w Nagoi

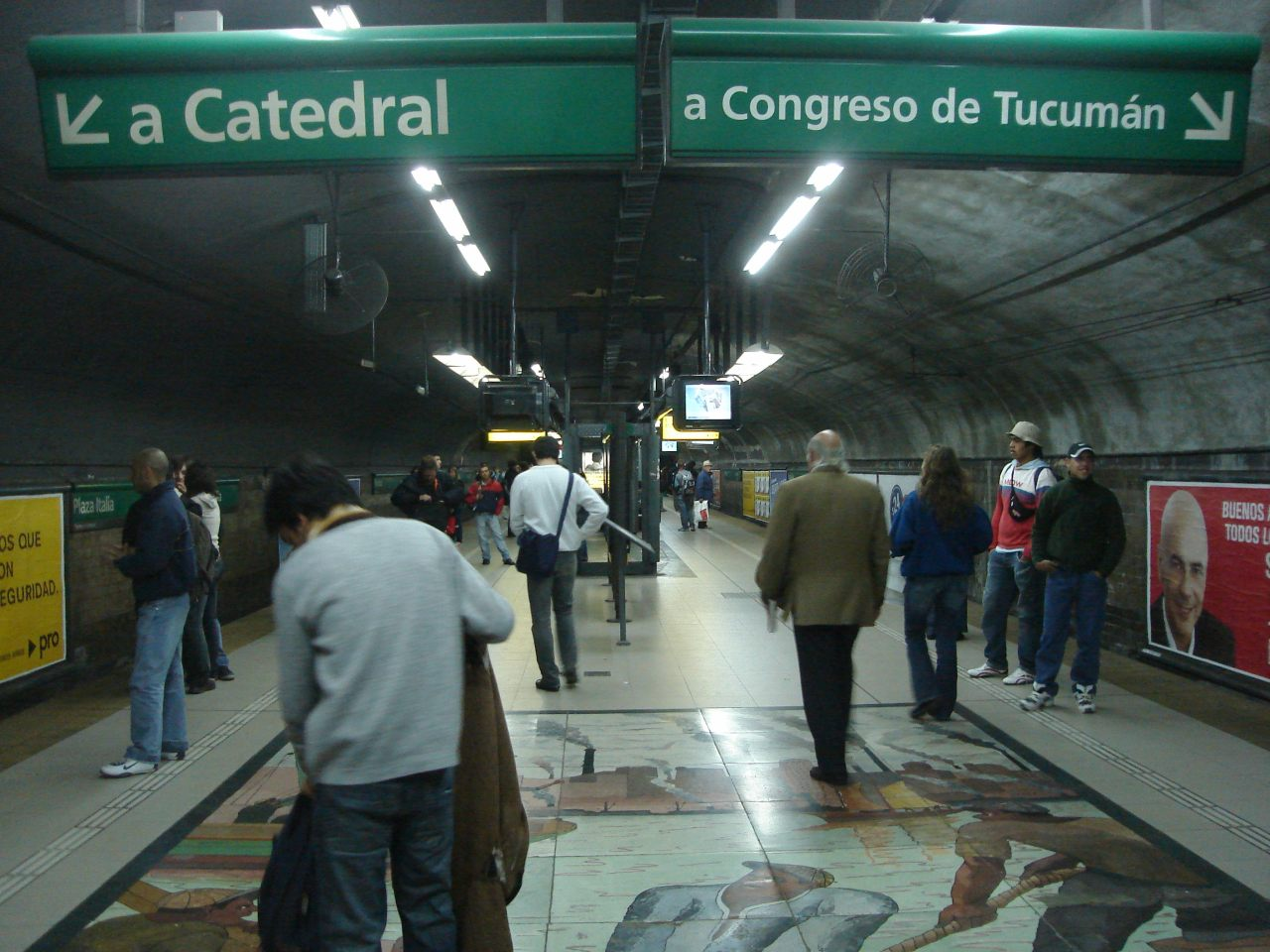
Sztuka służy humanizacji stacji: Plaza Italia na linii „D”

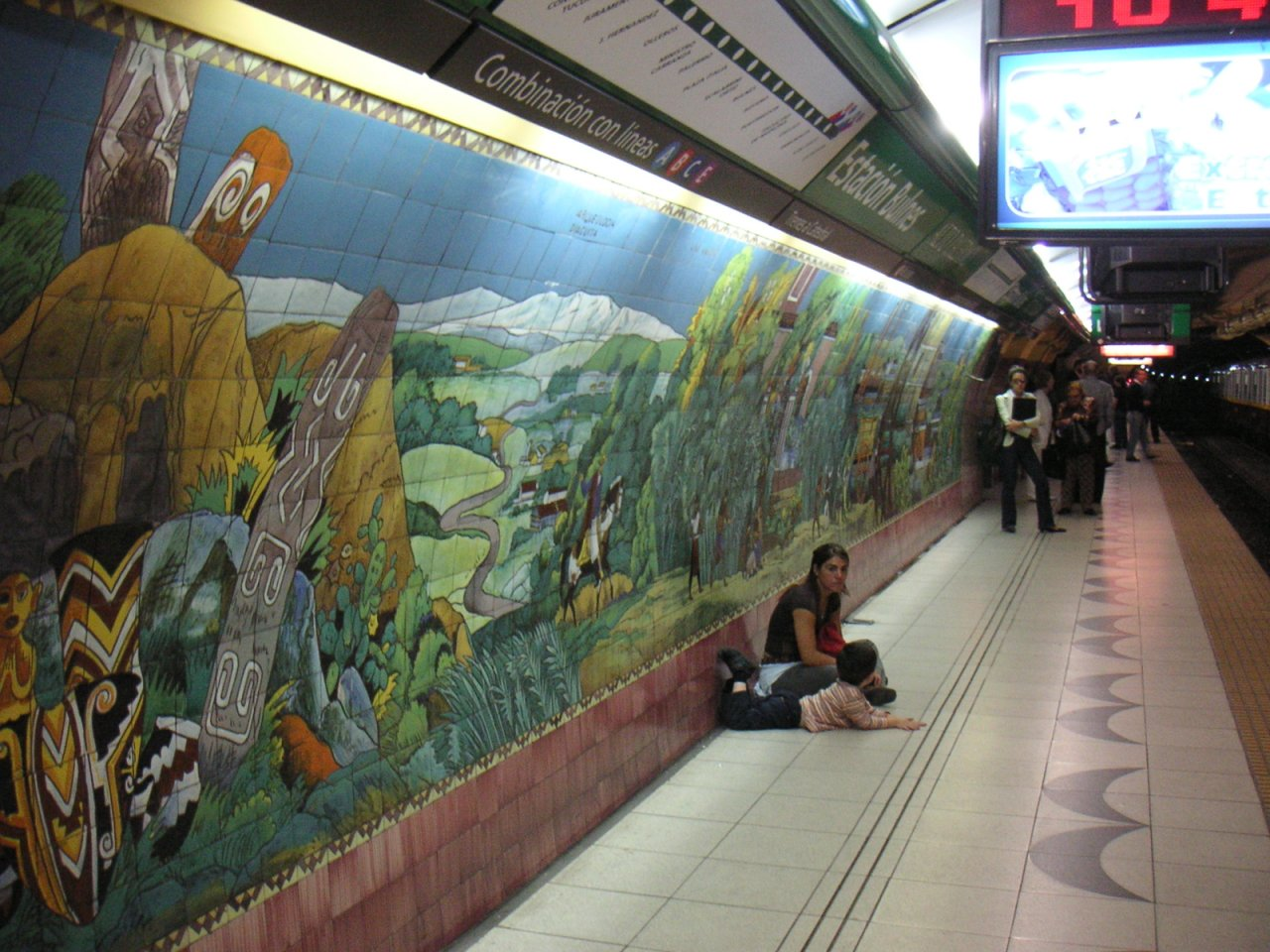
Wiele stacji dekorowanych jest kompozycjami azulejo; Bulnes na linii „D”

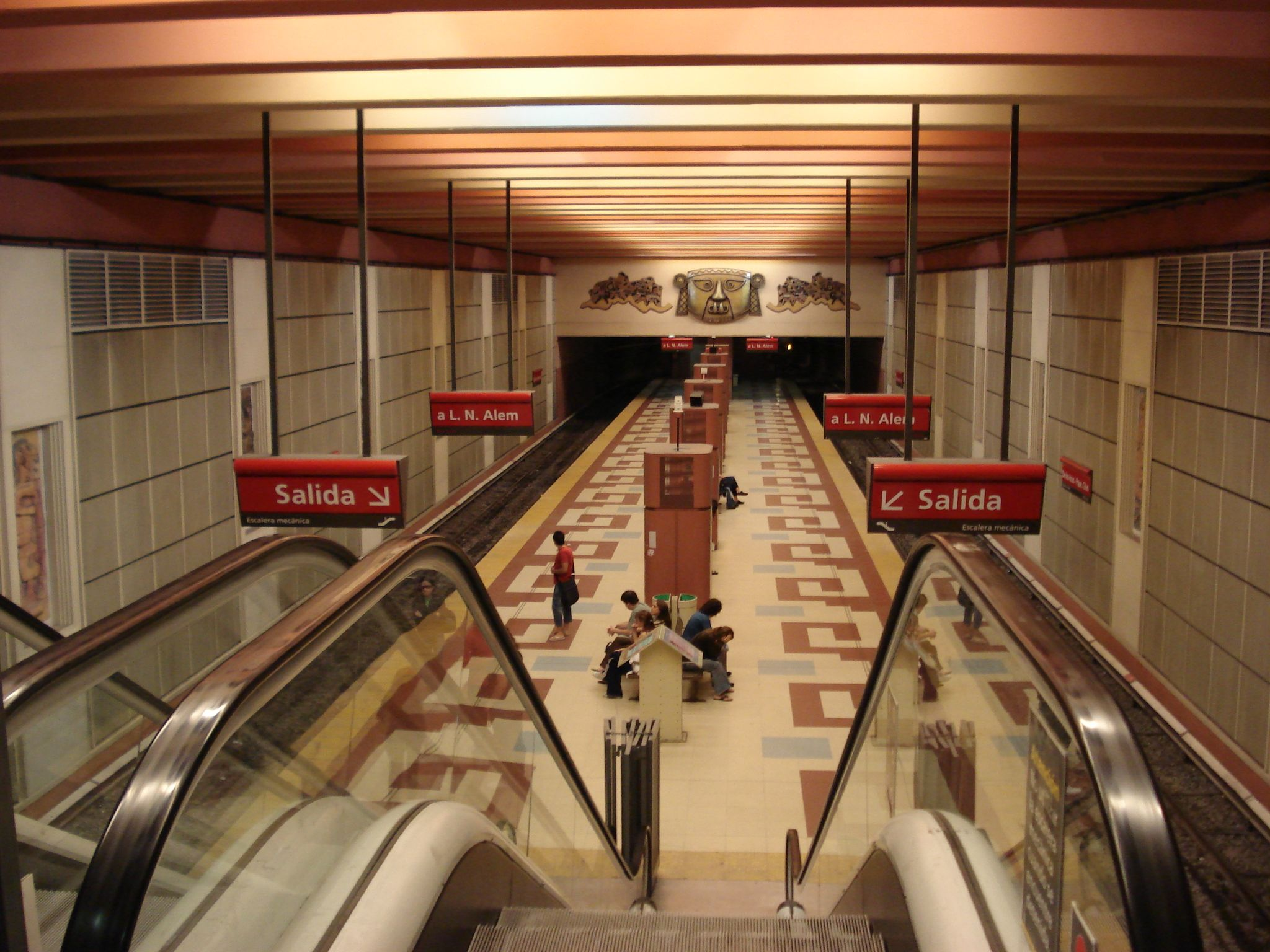
Stacja Los Incas na linii „B”

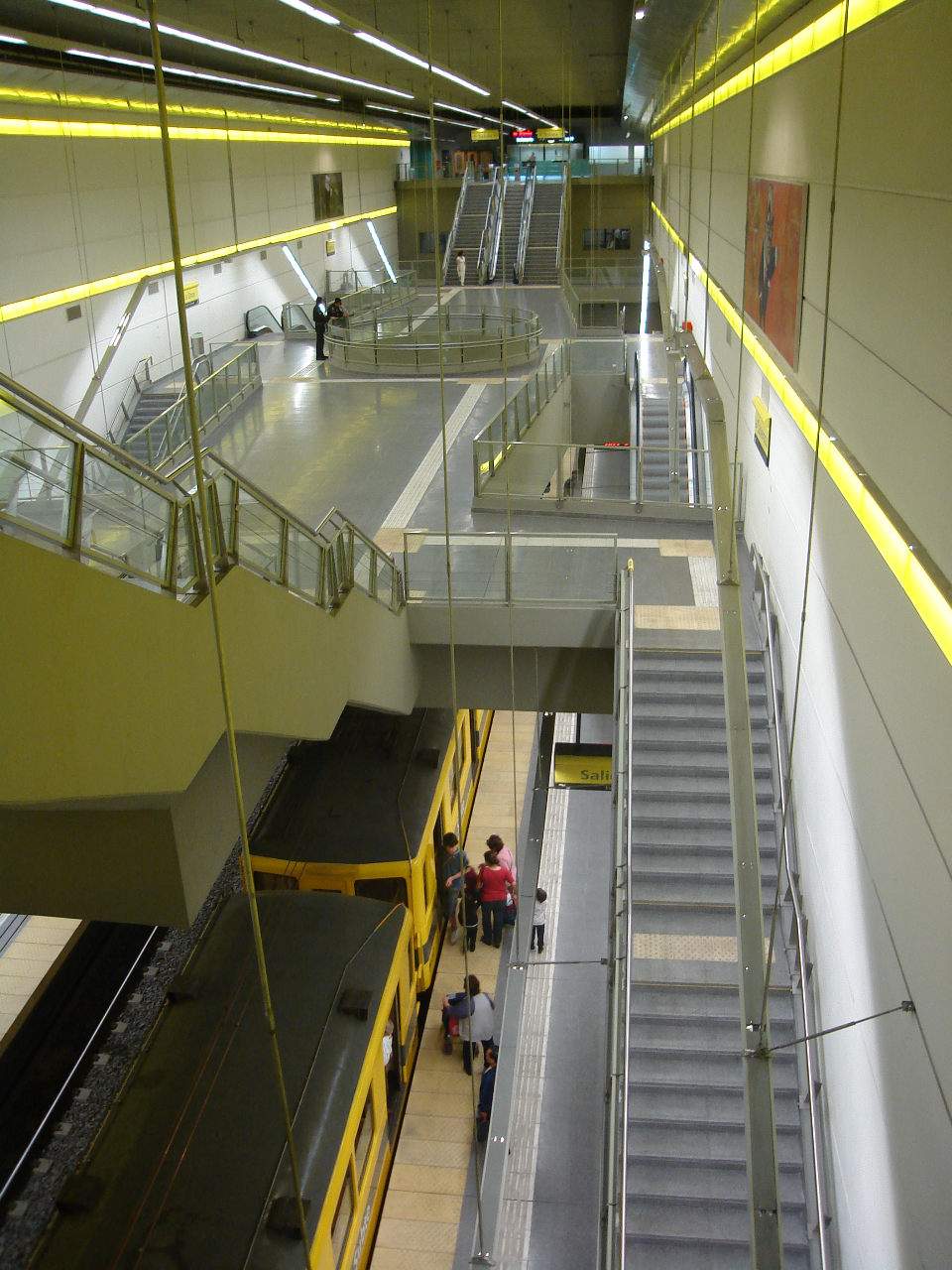
Najnowszy design: stacja Humberto I na linii „H”

Metro w Buenos Aires, hiszp. Subte de Buenos Aires, pełna nazwa Subterráneos de Buenos Aires – sieć podziemnej kolei miejskiej obsługującej miasto Buenos Aires. Jest ona najstarszym metrem w Ameryce Łacińskiej i w krajach hiszpańskojęzycznych. Obecnie wyróżnia się wśród sieci metra eksploatacją najstarszych wagonów.

## Sieć

Sieć metra w 2007 roku

Sieć metra Buenos Aires obejmuje sześć linii rozwiązanych w układzie liniowym (tzn. bez rozgałęzień). Średnia gęstość stacji – 610 m – stawiają ją w grupie bardziej dostępnych, ale też powolniejszych sieci metra na świecie. Jak dotąd (2007), wszystkie linie są całkowicie podziemne.
- Línea A, długości 6,8 km, prowadzi pod główną osią miasta – Avenida de Mayo i Avenida Rivadavia do dzielnicy Caballito, obsługując ruch generowany przez dworzec Once.
- Línea B, długości 10,2 km, przebiega w dzielnicach centralnych pod Avenida Corrientes, a na peryferiach pod Avenida Triunvirato, obsługując m.in. handlową strefę Calle Florida i dworzec Federico Lacroze jednej z linii podmiejskich. Podziemna zajezdnia (10 torów na 110 wagonów) znajduje się pod Parkiem Los Andes, koło stacji Lacroze.
- Línea C, długości 4,5 km, łączy dworce Retiro i Constitución (wyjścia z metra znajdują się w budynkach recepcyjnych obu dworców). Trasa przebiega głównie pod Avenida 9 de Julio (jedną z najszerszych ulic na świecie – 140 m), a właściwie pod jej wschodnią jezdnią lokalną, Calle Carlos Pellegrini. Jako zajezdnia służy nieużywany fragment dwutorowej trasy omijającej stację San Martín (mieści 44 wagony).
- Línea D, długości 11,0 km, przebiega od Plaza de Mayo pod „północną diagonalną” Avenida Presidente Saenz Peña, następnie pod Avenida Córdoba, w końcu pod Avenida Santa Fé i jej przedłużeniem – Avenida Cabildo, przez dzielnice Palermo i Belgrano. Stosunkowo znaczna część trasy przebiega pod zabudowanymi kwartałami. Linia ma podziemne jednotorowe łącznice z linią „C” (koło stacji Pellegrini) oraz z linią „A” (koło stacji Catedral). Para torów odstawczych, długich na 250 m, znajduje się pod Ogrodem Botanicznym koło stacji Plaza Italia. Ponadto podziemne 4 tory odstawcze i warsztat znajdują się za stacją końcową Congreso de Tucumán (długość 330 m).
- Línea E, długości 9,6 km, przebiega od Plaza de Mayo pod „południową diagonalną” Avenida Presidente Roca, następnie pod Avenida San Juan, przez dzielnice San Cristóbal, Boedo, Parque Chacabuco. Ostatni odcinek przebiega pod autostradą. Na stacji końcowej znajduje się końcówka tramwaju obsługującego przedmieście General Savio (tzw. linia „Premetro E2”). Jako tory odstawcze służy nieużywana trasa między stacjami Entre Ríos i Constitución; warsztat znajduje się na starej stacji San José.
- Línea H, długości 3,1 km, przebiega pod Avenida Jujuy, obok dworca Once. Linia jest w trakcie rozbudowy.

Ponadto obszar aglomeracji obsługiwany jest przez kilka linii kolei aglomeracyjnych, kończących się na skraju śródmieścia. Koncesjonowany operator Trenes de Buenos Aires obsługuje elektryczne linie kolei Mitre (z dworca Retiro), Roca (z dworca Constitución) i Sarmiento (z dworca Once), Ferrovías – linię Belgrano Norte (z dworca Retiro), Metrovías – linię kolei Urquiza (z dworca Lacroze), tymczasowy operator UGOFE – linie kolei Belgrano Sur (z dworca Buenos Aires) i San Martín (z dworca Retiro). Większość linii aglomeracyjnych jest zelektryfikowana.

## Eksploatacja, obciążenia

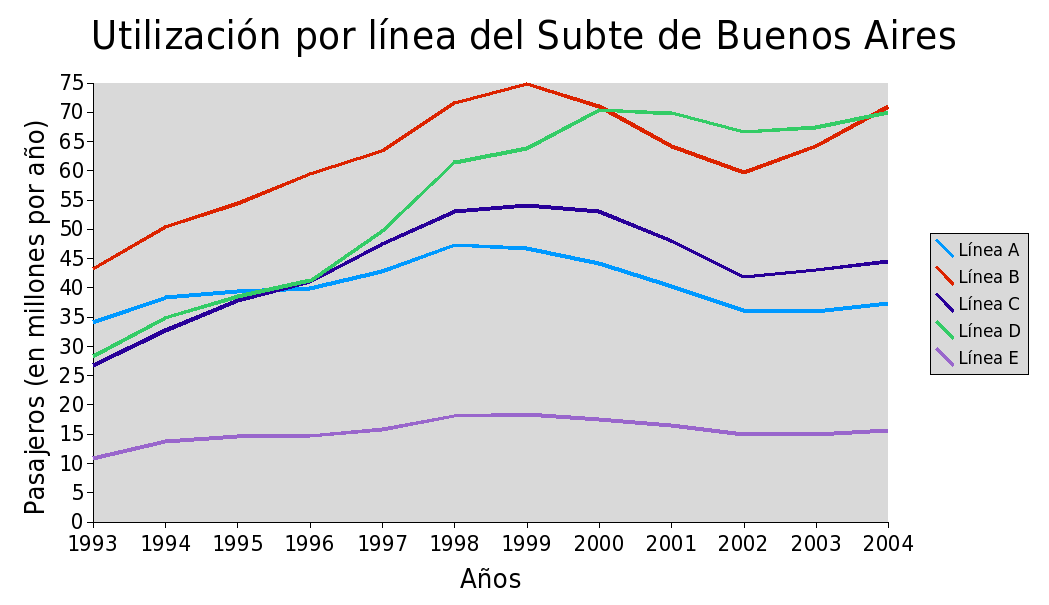
Ewolucja przewozów linii Subte

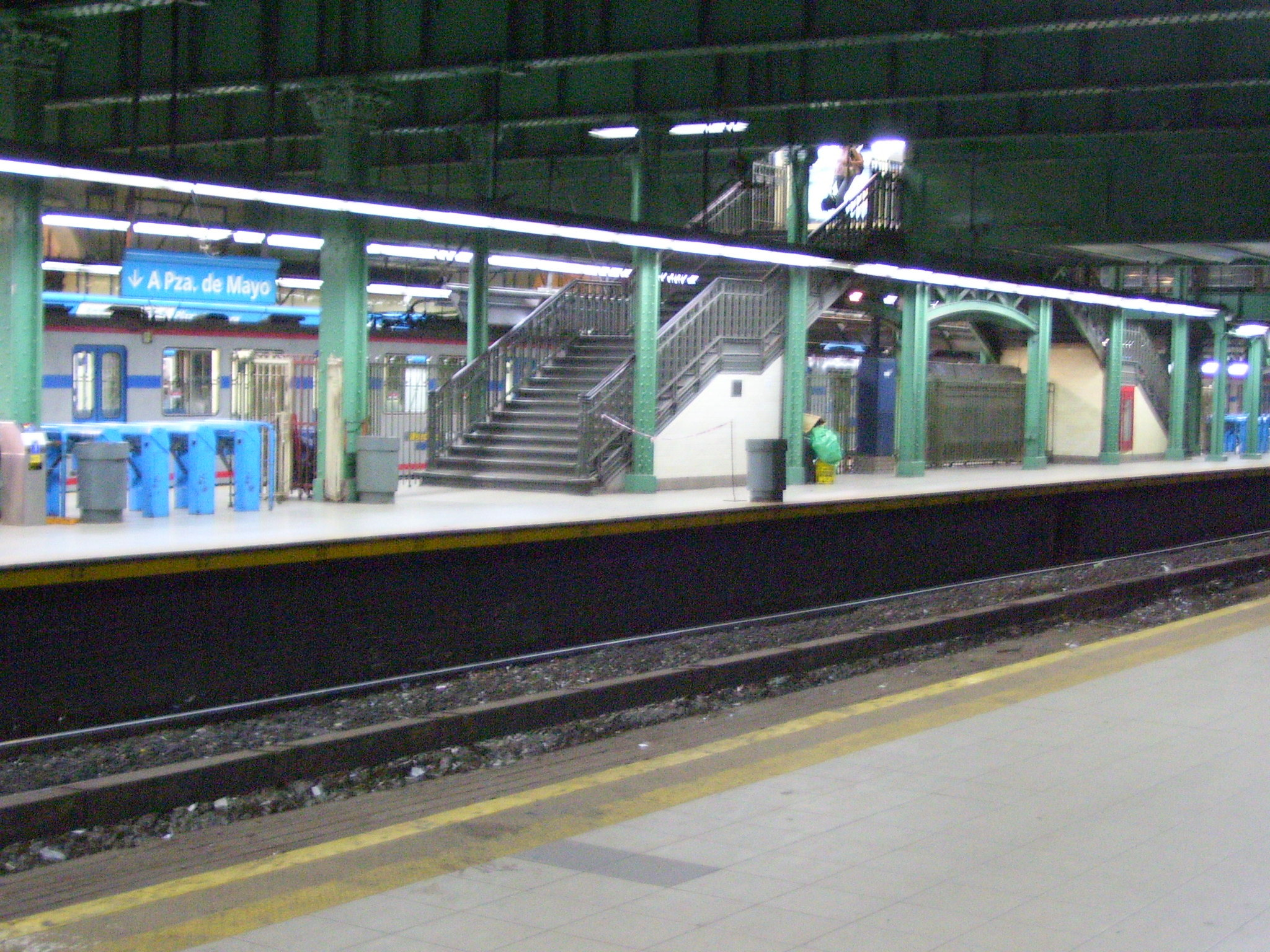
Plaza Miserere; w głębi pociąg TBA widziany z peronu linii „A”

Ruch jest lewostronny. Eksploatuje się pociągi najwyżej sześciowagonowe.
Pociągi kursują od 5 rano (od 6 na linii „A”) do 23 wieczorem.
Przewozy na sieci metra stanowią odbicie stanu gospodarki argentyńskiej; wzrost przewozów odpowiada okresom rozwoju. Linia „A” przewozi dziennie 190 tys. osób, „B” – 345 tys., „C” – 278 tys., „D” – 385 tys., „E” – 104 tys. Mierne obciążenie linii „E” tłumaczy się na ogół niższym statusem społecznym dzielnic przez nią obsługiwanych.
Wielkość dzienną przewozów metra (ok. 1,3 mln osób) warto skonfrontować z przewozami siecią autobusową. Na terenie aglomeracji przewoziła ona dziennie ok. 1,1 mln osób, natomiast w obrębie miasta (Okręgu Federalnego) – ok. 0,79 mln osób. Metro zajmuje zatem czołową pozycję w strukturze przemieszczeń transportem publicznym w Buenos Aires. Dzienne przewozy kolejami aglomeracyjnymi wyniosły ok. 1,03 mln osób.
Jeden przejazd metrem kosztuje 0,70 $. Wszystkie stacje zaopatrzone są w automatyczne rogatki. Stosuje się bilety magnetyczne, jedno- i wieloprzejazdowe; ich cena jest sumą pojedynczych przejazdów. „Premetro” jest włączone w system taryfowy metra; przesiadka między tramwajem i metrem jest bezpłatna. Bilet tylko na tramwaj jest tańszy (0,45 $).
Niektóre pociągi aglomeracyjne kolei TBA linii Sarmiento kończą bieg na stacji metra Plaza Miserere, obok peronów linii „A”. Dotyczy to 2-3 pociągów na godzinę (na ok. 10 wszystkich odprawianych na linii). Bezpośredni wjazd na linię „A” nie jest możliwy ze względu na różny rozstaw szyn (kolej ma 1676 mm).

## Kwestie techniczne
Maksymalne nachylenie trasy – 4%. Minimalny promień łuku – 80 m.
Tunel linii „A”, budowany odkrywkowo, jest przekroju prostokątnego 7,70 × 4,45 m nad PGS, bez podpór środkowych. Głębokość PGS na tej linii: 4,85 – 7,92 m pod poziomem ulicy. Ze względu na płytkie posadowienie tunelu większość stacji, mająca perony boczne, ma wejścia prowadzące tylko na jeden z peronów. Długość peronów na „A” – 100 m, pozwala na użycie pociągów sześciowagonowych.
Tunel linii „B” jest położony głębiej (maksymalnie 17 m pod poziomem ulicy), ma przekrój prostokątny 8,45 × 4,65 m, ze słupami na osi. Był budowany odkrywkowo na zachód od ulicy Calle Salguero. Na wschód od niej tunel przekryty jest kolebkami, osobnymi dla każdego toru; budowano go metodą górniczą.
Tunel linii „C” jest przekroju podkowiastego i ma wymiary 7,00 × 4,76 m; tunel linii „D” ma wymiary 8,32 × 5,36 m, przekryty jest kolebką opartą na ścianach pionowych. Tunele obu linii oraz tunele linii „E” i „H” budowane były metodą górniczą.
Zasilanie linii „A” jest górne, prądem =1100 V. Linia „B” jest wyjątkowo zasilana z trzeciej szyny, prądem =600 V. Linie „C”, „D”, „E” i „H” zasilane są z góry prądem = 1500 V. w Buenos Aires stosuje się miękką sieć trakcyjną.
Stacje – z wyjątkiem linii „A” – zbudowane są zwykle z kondygnacją pośrednią, przejmującą ruch z wejść ulicznych i rozprowadzającą go na perony. Nowsze stacje mają hale peronowe wysokości dwóch kondygnacji. Typowa stacja ma perony boczne, szerokości 3 m (większe stacje mają perony 4-metrowe); peron wyspowy występuje sporadycznie. Przeciętnie perony mają długość 100 m (najdłuższe – ponad 130 m). Zwykle hale peronowe przekryte są stropem belkowym (żebrowym), spoczywającym na podporach pośrednich, ale niektóre, zwłaszcza na liniach z przełomu l. 30. i 40. – kolebką.
Sygnalizacja automatyczna firmy Siemens & Halske, zamontowana na obecnej linii „C” w 1934, jest jedną z najstarszych nadal eksploatowanych na liniach metra.

## Wystrój stacji
Od budowy pierwszej linii metra stały się tradycją kompozycje plastyczne na glazurowanych kaflach (tzw. „murales”).
Ponadto za „estaciones culturales”, ze względu na najbogatszy wystrój artystyczny, zostały uznane następujące stacje (według SGASE):
- Tronador („B”)
- Los Incas („B”)
- San Martín („C”)
- Diagonal Norte („C”)
- San Juan („C”)
- Olleros („D”)
- José Hernández („D”)
- Juramento („D”)
- Congreso de Tucumán („D”).

## Tabor

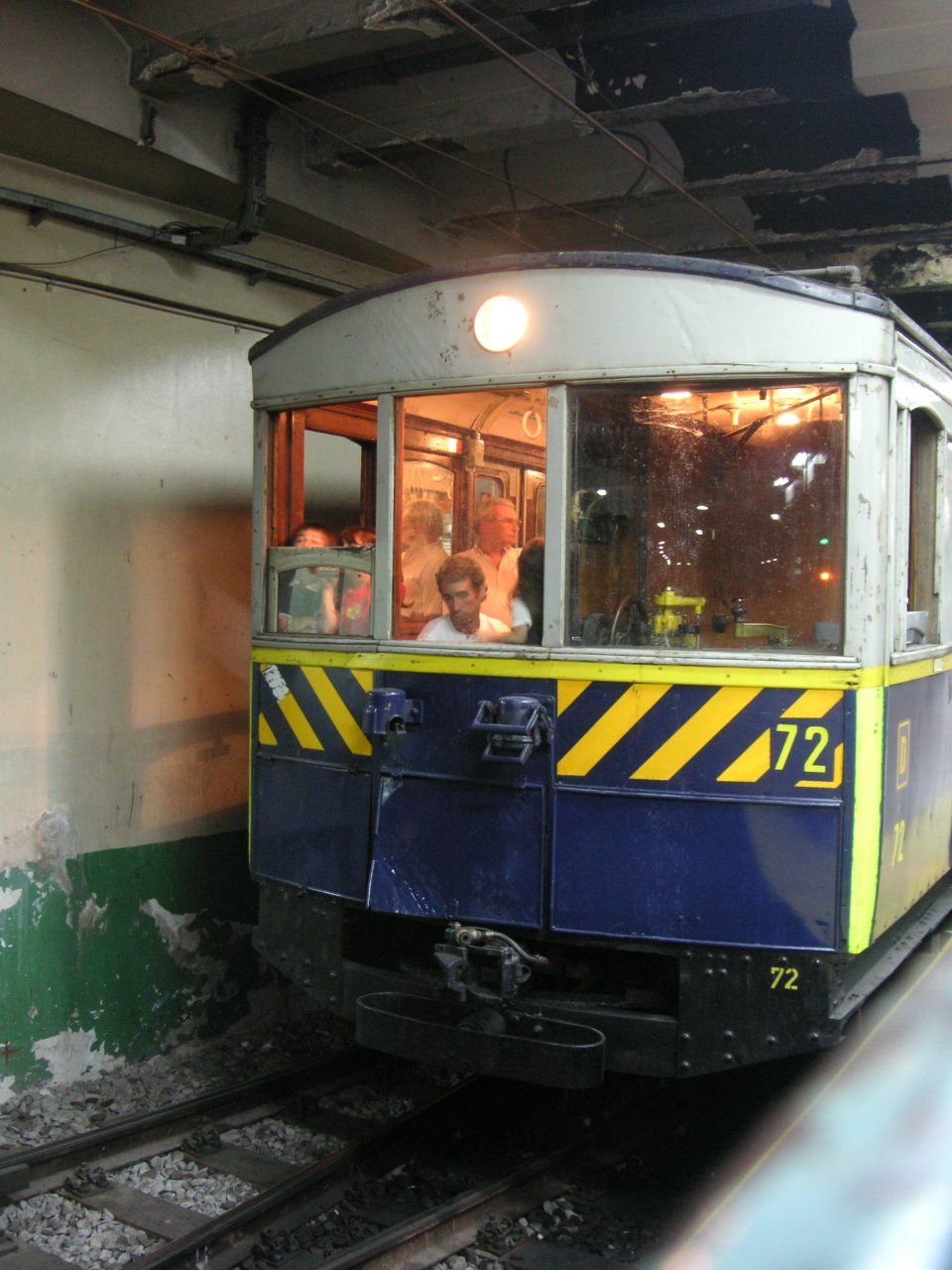
Przód pociągu linii „A”

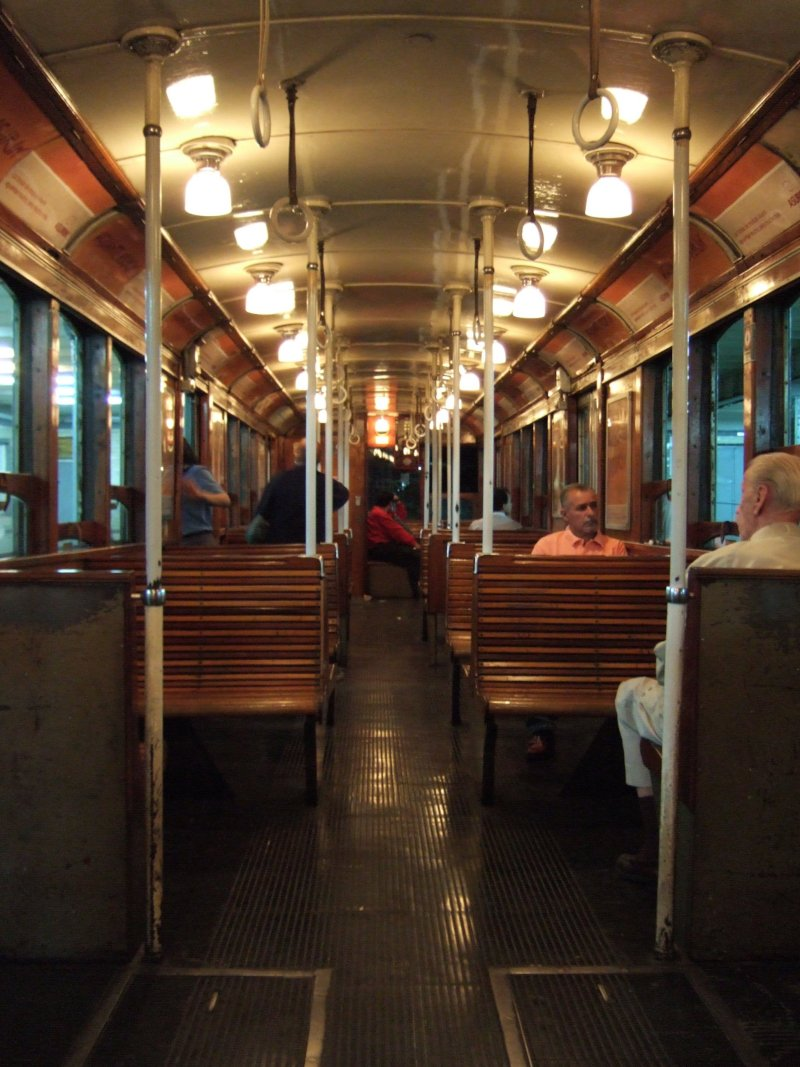
Wnętrze wagonu linii „A”

Pierwsze wagony linii CTAA (obecna „A”) były szerokości 2,60 m i długości 15 m, w większości produkcji belgijskiej firmy La Brugeoise (46 sztuk), z niemieckim wyposażeniem elektrycznym. Były one wyposażone w trzy pary drzwi; skrajne umożliwiały wysiadanie na wysepkach tramwajowych. Początkowo drzwi zamykano i otwierano ręcznie, w 1929 wprowadzono zamykanie (ale nie otwieranie) ze stanowiska obsługi. Wraz z wyprodukowanymi później wagonami, tabor tej linii sięgnął liczby 120 sztuk. w 1987 r. 15 wagonów poddano modernizacji; reszta jeździ w stanie oryginalnym.
Na linii „C” dotychczas eksploatuje się w większości wagony pochodzące z końca lat 30., wyprodukowane w Niemczech (Orenstein & Koppel, osprzęt elektr. Siemens-Schuckert); określane są one jako „wagony Siemens”. Mają one po cztery pary drzwi. Pierwotnie przeznaczone były do łączenia w pary, obecnie formuje się z nich niekiedy EZT trójwagonowe. Wagony tego typu używane były także na liniach „D” i  „E”.
W 1964 sprowadzono dla obsługi linii „E” wagony hiszpańskie f-my General Electric, do których argentyńska Fabricaciones Militares dorobiła wagony doczepne (31 sztuk).
Grupa 104 wagonów pochodzi z l. 1982–1997; zostały one wyprodukowane w fabryce Materfer y Fabricaciones Militares (osprzęt elektr. Siemensa i AEG). EZT tworzą pary wagonów motorowych (A i B), wzbogacone niekiedy pośrednimi wagonami doczepnymi (C).
Od 1995 r. na linii „B” eksploatuje się EZT sprowadzone z Tokio, służące pierwotnie na linii Marunouchi (128 wagonów). Później, dla linii „C”, „D” i „E”, zakupiono także 54 wagony używane wcześniej na liniach Higashiyama i Meijō/Meikō metra w Nagoi, które należało dostosować do odbioru górnego i wyższego napięcia. Jest to pierwszy tabor wyposażony w silniki asynchroniczne.
Najnowszych jest 10 wagonów (2 pociągi) wyprodukowanych w 2001 r. przez Alstom w Brazylii.
Tylko wagony linii „A” i „B” przypisane są tym liniom; pozostałe mogą według potrzeb przechodzić na różne linie.

## Rys historyczny
Pierwsze tramwaje uruchomiono w Buenos Aires w 1870 r.; w 1897 wprowadzono trakcję elektryczną. Liczne przedsiębiorstwa tramwajowe dokonywały fuzji; na największą firmę wyrosła w 1909 r. Compañía de Tranvías Anglo-Argentina (CTAA), eksploatująca 80% sieci. System tramwajów miejskich dysponował w l. 20. siecią 875 km linii i ok. 3000 wagonów.
W 1909 r. parlament udzielił koncesji kolei Ferrocarril del Oeste (FCO) na budowę podziemnej linii pod Avenida Rivadavia z dworca Once do portu. w tym samym roku miasto udzieliło koncesji firmie CTAA na budowę podziemnej linii miejskiej, traktowanej wówczas jako tramwaj podziemny, przebiegającej na tej samej trasie. Oba zarządy porozumiały się, że ruch miejski przejmie CTAA, budując linię pod jezdnią, a FCO doprowadzi do portu tylko jeden tor, zbudowany na poziomie niższym, który będzie używany wyłącznie przez pociągi towarowe. Pod placem przed Dworcem Once urządzono czterotorową stację przesiadkową między metrem i pociągami podmiejskimi, które tam kończyły bieg (obecnie Plaza de Miserere). Linię CTAA otwarto 1 XII 1913 r.; obecnie tor kolejowy do portu nie jest wykorzystywany. Linię CTAA przedłużono na zachód do stacji Caballito (od 1923 Primera Junta) w 1914. Wtedy też wprowadzono semafory świetlne na tej linii, chociaż blokadę automatyczną i system „ATS” zamontowano znacznie później.
Od 1918 r. na linii CTAA eksploatowano pociągi ekspresowe (espresos), pośpieszne (rápidos) i przyśpieszone (semi-rápidos). Za stacją końcową Primera Junta tory metra wyprowadzono na ulicę. Do 1926 r. jeden z wagonów pociągów metra kontynuował jazdę jak tramwaj do przedmieścia Floresta. Do niedawna rampą prowadził także dojazd do zajezdni metra, znajdującej się na poziomie terenu ok. 250 m od zakończenia rampy.
Obecna linia „B” została zbudowana na mocy koncesji z 1912 r., wydanej kolei Ferrocarril Central de Buenos Aires. Jej celem miała być obsługa Poczty Głównej i „pomoc w rozwiązaniu problemów ruchu w śródmieściu”. Prace budowlane, prowadzone przez firmę Dwight P. Robinson & Cía., rozpoczęły się jednak dopiero w 1927, finansowane przez konsorcjum zarządzane m.in. przez znanego finansistę i przedsiębiorcę kolejowego, Federico Lacroze. Linię tę, nazwaną Ferrocarril Terminal Central de Buenos Aires, otwierano etapami począwszy od dworca Lacroze na przestrzeni 1930 r. Uzyskała ona bezpośrednie połączenie z linią kolejową (obecna sieć Ferrocarril General Urquiza) na dworcu Lacroze. w 1933 r. podłączono do niej stację towarową pod halami targowymi Mercado de Abasto. Obecnie nie ma jednak bezpośredniego przechodzenia pociągów między metrem i koleją sieci krajowej, mimo że zarówno metro, jak i kolej Urquiza eksploatuje ten sam operator – Metrovías. Linię obsługiwały pierwotnie wagony produkcji bryt. firmy Metropolitan Cammell; później dostawiano uzupełniające wagony z USA (Osgood–Bradley) oraz f-my argentyńskiej Fabricaciones Militares.
W 1930 r. firma hiszpańska Compañía Anónima de Proyectos y Construcciones de Madrid (CAPYC) uzyskała koncesję na budowę czterech linii metra. CAPYC powołała specjalną firmę dla tego zadania, Compañía Hispano Argentina de Obras Públicas y Finanzas (CHADOPYF). Pierwszą linią do budowy była, oznaczona pierwotnie numerem 1, obecna linia „C”, mająca połączyć dwa wielkie dworce – Constitución i Retiro (bez „przechodzenia pociągów”). Była to kontynuacja wcześniej rozpoczętej i wstrzymanej kolejnej inwestycji CTAA. Linię otwierano w l. 1934–1936 i wyposażono w wagony sprowadzone z Niemiec. CHADOPYF zbudowała też pierwszy odcinek linii nr 4, obecnej linii „D” – między stacjami Catedral i Tribunales, otwarty w 1937; przedłużono go rok później do Plaza Italia.
W 1939 r. linie metra, wraz z całą siecią tramwajowo-autobusową przejęła Corporación de Transportes de la Ciudad de Buenos Aires – firma mieszanego kapitału publiczno-prywatnego. Wprowadzono wówczas jednolite oznakowanie literowe linii. Nowy zarząd kontynuował rozpoczęte inwestycje: odcinek Italia – Palermo linii „D” otwarto w 1940 r. Linię „E” (noszącą numer 2 w koncesji CHADOPYF) otwarto między stacjami Plaza de Constitución i Boedo w 1944 r. W 1952, doprowadzono do otwarcia korytarzy przesiadkowych na stacjach węzłowych (wcześniej przesiadanie się bez dodatkowych opłat było możliwe tylko między liniami „C” i „D”).

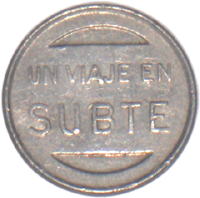
Żeton metra

Inwestycje przyczyniły się do upadku finansowego zarządzającej korporacji. W l. 1952–1963 metrem zarządzała Administración General de Transportes de Buenos Aires (AGTBA), będąca agendą rządową. Następnie przekształciła się ona w Subterráneos de Buenos Aires (SBA); w 1977 uzyskała ona znaczną niezależność działania. Po sprzedaży pakietu akcji miastu Buenos Aires w 1979 r., zaczęła występować pod nazwą Subterráneos de Buenos Aires Sociedad del Estado (SBASE).
AGTBA stopniowo pozbywała się jurysdykcji nad naziemnymi środkami transportu. Sieć tramwajowa została całkowicie zlikwidowana w l. 1961–1963. Nieco później, SBA przeprowadziła szereg inwestycji w rozbudowę sieci metra. W 1966 r. linia „E” została skierowana nowym tunelem od stacji Entre Ríos do stacji Bolívar przy Plaza de Mayo w centrum miasta. Jednocześnie trasę przedłużono na zachód do Avenida La Plata i wprowadzono scentralizowany system zarządzania ruchem pociągów – jako pierwszy na sieci metra Buenos Aires. W 1973 wydłużono linię do stacji José María Moreno, a w l. 1985–1986 do obecnej stacji końcowej Plaza de los Virreyes. Dokonywano także modernizacji technicznej: np. w 1980 na linii „B” mechaniczne zabezpieczenia ruchu zamieniono na indukowane magnetycznie.
Linię „Premetro”, czyli tramwajową, otwarto w  l. 1986–1987.
Rząd prezydenta Menema, nastawiony na reprywatyzację gospodarki, zdecydował powołać prywatnego operatora metra oraz włączonej do pakietu oferty jako warunek koncesyjny – linii podmiejskiej Urquiza. W 1994 r. została nim firma Metrovías SA, spółka firm Benito Roggio e hijos S.A., Cometrans S.A., Burlington Northern RR. Co., Morrison Knudsen Corporation Inc. i S.K.F. SACCIFA. Infrastruktura pozostała w gestii zarządu SBASE, który zajmuje się m.in. rozbudową sieci. Mniejsze inwestycje, jak modernizacja stacji, przeprowadzone są natomiast przez koncesjonariusza.
W 1997 r. przeprowadzono modernizację linii „A”, która objęła wymianę torów, remont i konserwację stacji (cztery uzyskały ruchome schody), zmianę systemu zasilania, wprowadzenie systemu „ATP”. „ATP” został potem wprowadzony także na liniach „B” i „E”. Również linię „C” poddano modernizacji, począwszy od podstacji trakcyjnych, po przebudowę stacji.
Od 2000 r. rozpoczęto wprowadzanie bezkontaktowej karty magnetycznej jako biletu na metro. Wyparła ona z czasem charakterystyczne żetony, stosowane od otwarcia pierwszej linii metra.
Wydłużenie linii „D” między stacjami Palermo i Congreso de Tucumán nastąpiło etapami w l. 1997-2000. Wojna o Falklandy (Malwiny) z 1982 r. znalazła odbicie w dekoracji stacji Juramento: jedna z grafik naściennych przedstawia argentyński krążownik General Belgrano, który został zatopiony przez brytyjski okręt podwodny. W 2003 wydłużono linię „B” od stacji Lacroze do Los Incas. Pierwszy odcinek nowej linii „H” oddano do użytku w 2007 r.
W 2007 otwarto też krótki odcinek linii tramwajowej w porcie, obsługiwanej niskopodłogowym taborem firmy Alstom. Nie jest pewne jednak, czy zapoczątkuje ona powrót tramwajów na szerszą skalę.

## Projekty

Układ sieci przewidywany na najbliższą przyszłość

- Przedłużenie linii „A” na zachód do stacji Nazca (2,88 km) – w budowie od 2004 r.
- Przedłużenie linii „B” na zachód do stacji Villa Urquiza, gdzie ma być zlokalizowany węzeł przesiadkowy na kolej aglomeracyjną Trenes de Buenos Aires, linii José León Suárez.
- Przedłużenie linii „H” na południe i na północ, do stacji Retiro; w budowie.
- Przedłużenie linii „E” do stacji Retiro.
- Nowe linie „F”, „G”, „I”.